# Вулиця Одеська (Черкаси)
Ву́лиця Оде́ська — вулиця в місті Черкаси.

## Розташування
Починається від вулиці Байди Вишневецького і простягається на схід до вулиці Онопрієнка і далі на північний схід до розв'язки над трасою Черкаси — Золотоноша.

## Опис
Вулиця спочатку вузька, до перетину з вулицею Грушевського не асфальтована, проходить через гаражні комплекси. Після вулиця має транзитне значення, простягається паралельно залізниці. На ділянці між вулицями Грушевського та Онопрієнка по вулиці прокладено тролейбусну мережу.

## Походження назви
Вулиця утворена на початку 1960-х років і названа на честь міста Одеса.

## Будівлі
По вулиці розташовано небагато житлових будинків. До вулиці Котовського по вулиці знаходяться гаражі. Після до вулиці Сумгаїтської праворуч проходить залізниця, а ліворуч розташовані промислові підприємства. На ділянці між вулицями Сумгаїтською та Онопрієнка знаходяться міські цвинтарі №№ 1, 2.